# Please Go Home, Miss Akutsu!
Please Go Home, Miss Akutsu! (яп. 帰ってください! 阿久津さん Каэттэ кудасай! Акуцу-сан, «Пожалуйста, иди домой, Акуцу-сан!») — манга, написанная и проиллюстрированная Таити Нагаокой. Публикуется в сервисе цифровой манги Young Ace Up издательства Kadokawa Shoten с июля 2019 года и по состоянию на декабрь 2024 года издана в десяти томах-танкобонах.

## Сюжет
Кота Ояма — старшеклассник-интроверт, живущий в одиночестве в своей квартире. Однажды одноклассница Оямы хулиганка Рико Акуцу появляется на пороге его дома и решает, к неудовольствию парня, проводить в нём своё свободное время. Хоть Ояма и желает, чтобы Акуцу оставила его в покое, он начинает колебаться.

## Медиа

### Манга
Манга Please Go Home, Miss Akutsu!, написанная и проиллюстрированная Таити Нагаокой, публикуется в сервисе цифровой манги Young Ace Up издательства Kadokawa Shoten с 29 июля 2019 года. На декабрь 2024 года главы манги были скомпонованы в десять томов-танкобонов. Первый том поступил в продажу 4 июня 2020 года.
В сентябре 2022 года американское издательство Seven Seas Entertainment объявило о приобретении прав на публикацию манги на английском языке. На территории Германии правами на мангу обладает издательство dani books.

#### Список томов
| №  | Дата публикации    | ISBN                                               |
| -- | ------------------ | -------------------------------------------------- |
| 01 | 4 июня 2020 г.     | ISBN 978-4-0410-9357-3                             |
| 02 | 2 октября 2020 г.  | ISBN 978-4-0410-9360-3                             |
| 03 | 4 июня 2021 г.     | ISBN 978-4-0411-1363-9                             |
| 04 | 3 декабря 2021 г.  | ISBN 978-4-0411-2112-2                             |
| 05 | 3 июня 2022 г.     | ISBN 978-4-0411-2550-2                             |
| 06 | 2 декабря 2022 г.  | ISBN 978-4-0411-3161-9                             |
| 07 | 2 июня 2023 г.     | ISBN 978-4-0411-3702-4                             |
| 08 | 4 декабря 2023 г.  | ISBN 978-4-0411-4343-8                             |
| 09 | 4 июня 2024 г.     | ISBN 978-4-0411-5059-7                             |
| 10 | 27 декабря 2024 г. | ISBN 978-4-0411-5340-6 ISBN 978-4-0411-5339-0 (СИ) |

### Промовидео
4 июня 2020 года, в день выпуска первого тома манги, на видеохостинге YouTube были опубликованы три рекламных видеоролика в формате vomic (озвученного комикса). Роли Коты Оямы и Рико Акуцу озвучили сэйю Даиси Кадзита и Асами Тано соответственно.

## Приём
В обзоре первых трёх томов манги Масару Игараси из журнала Da Vinci отметил, что Please Go Home, Miss Akutsu! — один из представителей работ на тему «ученика дразнят его одноклассницы». Обозреватель назвал отношения между главными героями «необычными» и высказался о Рико Акуцу как «немного пугающей», грубоватой и высокомерной, но в то же время милой и общительной девушке, впечатление о которой меняется в положительную сторону по мере того, как читатель узнаёт о ней больше.